# اووزموس
شهر اووزموس در استان  مقدونیه مرکزی در کشور یونان واقع شده است که دارای جمعیت  ۶۹٬۵۹۰  نفر می‌باشد.